# Желтухины (дворянские роды)
Желтухины — русские дворянские роды.
Род внесён в VI часть родословных книг Московской, Казанской и Пензенской губерний — Гербовник, III, 38.
Другой род восходит к XVII веку и внесён в VI часть родословной книги Тульской губернии.

## История рода
Третьяк Иванович Желтухин сын боярский по городу Коломне (1571). Борис Желтухин (1572) прислан из Орешка гонцом к Ивану Грозному. Четверо Желтухиных встречаются в 1631 году в списке костромских дворян и пять Желтухиных владели имениями в 1699 году. Григорий Яковлевич - стольник Петра I.
Фёдор Фёдорович был при Екатерине II правителем Тобольского и Вятского наместничеств, а при Павле I — сенатором. Его сын Пётр (1777—1829), генерал-лейтенант, был киевским генерал-губернатором и председателем молдавского дивана.
Владимир Петрович (1798—1878), генерал от инфантерии, был директором пажеского корпуса, потом членом военного совета. К этому же роду относится Алексей Дмитриевич (1820—1865), писатель и общественный деятель эпохи освобождения крестьян.

## Описание гербов

#### Герб Желтухиных 1785 г.
В Гербовнике Анисима Титовича Князева 1785 года имеется печать с гербом правителя наместничеств: Казанского в 1781 г, Тобольского в 1784 г., Вятского в 1785 году, сенатора, женатого на Анне Николаевне Мельгуновой - Фёдора Фёдоровича Желтухина: в серебряном поле щита, изображена  серая подкова шипами вверх, а над неё золотой лапчатый крест. Щит увенчан дворянской короной из низа которой выходит намёт (дворянский шлем отсутствует).

#### Герб. Часть III. № 38.
Щит разделен горизонтально на две части, из них в верхней части, в голубом поле, изображен золотой крест. В нижней части, в красном поле, серебряная подкова, шипами обращенная вверх.
На щите дворянский коронованный шлем. Нашлемник: рука, в латы облеченная, с мечом. Намёт на щите голубой и красный, подложенный золотом.  Щитодержатели: два льва натурального цвета с загнутыми хвостами.

## Известные представители
- Желтухин Карп Никитич — московский дворянин (1658-1668) (ум. 1691).
- Желтухин Яков Григорьевич — московский дворянин (1658-1668).
- Желтухин Артемий Никитич — московский дворянин (1662-1677).
- Желтухин Максим Никифорович — стряпчий (1671).
- Желтухин Леонтий Григорьевич — воевода в Белёве (1676).
- Желтухин Богдан Григорьевич — московский дворянин (1678).
- Желтухин Григорий Яковлевич — стольник (1689-1692).
- Желтухин Аким — подьячий, воевода в Арзамасе (1695)[5][6].